# 名古屋市立小幡小学校
名古屋市立小幡小学校（なごやしりつ おばたしょうがっこう）は、名古屋市守山区小幡一丁目にある公立小学校。

## 沿革
- 1951年（昭和26年）4月1日 - 守山町立守山小学校より分離し、守山町立小幡小学校として成立[1]。このとき、守山小学校の一部教室を借用[2]。
- 1954年（昭和29年）6月1日 - 市制施行に伴い、守山市立小幡小学校となる[1]。
- 1963年（昭和38年） - 合併に伴い、名古屋市立小幡小学校となる[2]。
- 1965年（昭和40年） - 守山区役所新築に伴い、校地の一部を分割[2]。
- 1968年（昭和43年） - 名古屋市立白沢小学校が分離する[2]。
- 1973年（昭和48年） - 苗代に分校を設置する[2]。
- 1974年（昭和49年） - 苗代の分校が名古屋市立苗代小学校として分離する[2]。
- 1985年（昭和60年） - 名古屋市立小幡北小学校を分離する[2]。
- 1995年（平成7年） - 言語障害通級学級として「つばさ」を新設する[2]。
- 2004年（平成16年） - 特別支援学級として「さくら」を新設する[2]。

## 通学区域
- すべて守山区内
  - 小幡一丁目[3]
  - 小幡二丁目[3]
  - 小幡三丁目（一部）[3]
  - 小幡四丁目（一部）[3]
  - 小幡五丁目[3]
  - 小幡中一丁目（一部）[3]
  - 小幡中二丁目（一部）[3]
  - 小幡中三丁目（一部）[3]
  - 喜多山一丁目[3]
  - 喜多山二丁目[3]
  - 茶臼前（一部）[3]

## 進学先中学校
- 名古屋市立守山東中学校[4]